# توپه د کوروا
توپه د کوروا (به لاتین: Tope de Coroa) یک کوه در دماغه سبز است که در سانتو آنتیاو، دماغه سبز واقع شده‌است. توپه د کوروا ۱٬۹۷۹ متر بالاتر از سطح دریا واقع شده‌است.